# Gianni Stecchi
Gianni Stecchi (né le 3 mars 1958 à Florence) est un athlète italien, spécialiste du saut à la perche.
Il remporte la médaille d'or aux Jeux méditerranéens de 1987. Son meilleur résultat est de 5,60 m, obtenu à Rome le 30 juillet 1987.